# 硬性輻射
硬性輻射 (ionizing radiation ，ionising radiation) 一語是用來形容高能量电磁波，典型的高能X射线或伽马射线。硬性輻射主要是涉及射線能量能穿透已知物質的厚度，像是典型鉛的防護罩。
硬性輻射能夠通過單位面積的質量為 167 g·cm-2 的鉛（由能量p大於 1 GeV， m為 E>300 MeV、及 e 和 g 為 E>10 GeV 等所構成）